# Lyndon (Kansas)
Lyndon es una ciudad ubicada en el condado de Osage en el estado estadounidense de Kansas. En el año 2010 tenía una población de 1052 habitantes y una densidad poblacional de 553,68 personas por km².

## Geografía
Lyndon se encuentra ubicada en las coordenadas 38°36′37″N 95°41′7″O / 38.61028, -95.68528 (38.610233, -95.685352).

## Demografía
Según la Oficina del Censo en 2000 los ingresos medios por hogar en la localidad eran de $36,250 y los ingresos medios por familia eran $44,231. Los hombres tenían unos ingresos medios de $33,750 frente a los $19,671 para las mujeres. La renta per cápita para la localidad era de $16,968. Alrededor del 10.9% de la población estaban por debajo del umbral de pobreza.